# Harold Dixon
Harold Baily Dixon (* 11. August 1852 in London; † 19. September 1930 in Lytham) war ein britischer Chemiker und Fußballspieler.

## Leben
Dixon studierte in Oxford und wollte zunächst wie sein Vater Schriftsteller werden, wandte sich dann aber 1873 der Chemie zu als Schüler von Augustus George Vernon Harcourt, bei dem er 1875 in Oxford promovierte.  Im gleichen Jahr wurde er Dozent am Trinity College (Oxford) und 1887 wurde er Professor am Owens College in Manchester. 1922 wurde er emeritiert.
Dixon begründete eine Schule zur Erforschung von Gasexplosionen. Er wies nach, dass auch hier das Massenwirkungsgesetz gilt (damals von Robert Bunsen bezweifelt) und entwickelte Messverfahren für die Explosionsgeschwindigkeit, die sich als größer erwiesen als bis dahin angenommen: die Detonationswelle (ein Konzept, das er und Berthelot einführten) bewegte sich etwa mit Schallgeschwindigkeit durch das Gas. Robert Bunsen (1867) hatte zuvor noch wesentlich geringere Geschwindigkeiten (einige Meter pro Sekunde) gemessen, was aber nur für den Anfang der Reaktion zutraf, bevor die Welle ihre maximale Geschwindigkeit erreichte. In Knallgas maß er 2821 Meter pro Sekunde (frühere Messungen von Marcelin Berthelot bestätigend).
Sein Schüler David Leonard Chapman entwickelte 1899 aus Dixons Idee der Detonationswelle eine erste Theorie der Detonation (Chapman-Jouguet-Theorie). Dabei setzte er Ideen einer sich stetig bewegenden Detonationswelle von Arthur Schuster fort, die dieser im Anhang der Abhandlung von Dixon formulierte. Er entwickelte eine fotografische Methode zur Beobachtung von Detonationswellen, die er später (1903) zur Flammenanalyse nutzte. Später befasste er sich mit genauer Bestimmung der Entzündungstemperaturen von Gasen und Gasgemischen, wobei sich zeigte, dass auch relativ geringe Beimischungen großen Effekt haben können.
Seine Entdeckung von 1877, dass mit Phosphorpentoxid getrocknete Gemische von Kohlenmonoxid und Sauerstoff nicht mehr mit einem elektrischen Funken zur Explosion gebracht werden können, führte zu Untersuchungen des Einflusses von Feuchtigkeit auf chemische Reaktionen.
Als Mitglied des Oxford University AFC bestritt 1873 Dixon das Finale des zum zweiten Mal ausgetragenen FA Cups, das Oxford im Sportareal Lillie Bridge in London mit 0:2 gegen den Wanderers FC verlor.